# 端姑查化
端姑查化·阿都拉曼（1922年11月19日—2008年12月27日）是马来西亚第十任最高元首、森美兰第十任嚴端。

## 生平
端姑惹化曾為外交官，歷任馬來西亞駐埃及大使、駐奈及利亞高級專員、駐迦納專員、駐美國大使館代辦及駐英國高級專員公署副高級專員等職。1967年4月18日登基为森美兰最高统治者，1994年4月26日至1999年4月25日期间出任最高元首。
端姑惹化於2008年駕崩，由其侄端姑慕克力茲繼位。